# Scenic Eclipse
Die Scenic Eclipse ist ein Kreuzfahrtschiff der australischen Reederei Scenic Luxury Cruises & Tours. Es wird unter anderem für Expeditionskreuzfahrten genutzt.

## Geschichte
Das Schiff wurde unter der Baunummer 530 auf der kroatischen Werft Uljanik Brodogradnja 1856 gebaut. Der Bauvertrag wurde im November 2015 geschlossen. Dabei wurde eine Option auf ein Schwesterschiff vereinbart, die später in einen Festauftrag umgewandelt wurde.
Der Brennstart für den Bau des Schiffes erfolgte am 25. September 2016, die Kiellegung fand am 28. April 2017, und der Stapellauf am 31. Januar 2018 statt. Die Scenic Eclipse war das erste auf der Werft gebaute Kreuzfahrtschiff. Wegen Problemen beim Bau und finanziellen Problemen der Werft, die unter anderem zu zeitweiligen Arbeitsniederlegungen der Belegschaft führten, wurde die ursprünglich für Ende August 2018 geplante Indienststellung des Schiffes mehrfach verschoben. 2019 stieg ein Konsortium aus der kroatischen DIV Group, zu der unter anderem die Brodosplit-Werft gehört, und der italienischen Werftengruppe Fincantieri in die zu restrukturierende Uljanik-Werft ein, um die Fertigstellung der Scenic Eclipse sicherzustellen. Das Schiff wurde schließlich am 26. Juli 2019 abgeliefert. Die Jungfernfahrt des zunächst unter der Flagge Maltas fahrenden Schiffs begann am 15. August 2019 in Reykjavík. Das Schiff wurde am 10. September 2019 am Manhattan Cruise Terminal in New York von der britischen Schauspielerin Helen Mirren getauft. Im September 2020 wurde das Schiff unter die Flagge der Bahamas gebracht.
Die Idee zum Bau eines an eine Megayacht angelehnten Kreuzfahrtschiffs kam Glen Moroney, dem Gründer und CEO von Scenic Luxury Cruises & Tours, nachdem er die damals Paul Allen gehörende Megayacht Octopus in Sydney gesehen hatte. Der Schiffsentwurf der Scenic Eclipse stammte vom finnischen Schiffsarchitekturbüro Foreship in Zusammenarbeit mit dem spanischen Unternehmen Oliver Design. Die Baukosten des Schiffs beliefen sich auf rund 150 Mio. Euro.

## Technische Daten und Ausstattung
Der Antrieb des Schiffes erfolgt dieselelektrisch durch zwei ABB-Elektromotoren mit jeweils 3000 kW Leistung, die zwei Propellergondeln mit Festpropeller antreiben. Das Schiff ist mit zwei Bugstrahlrudern ausgestattet. Es verfügt über ein System zur dynamischen Positionierung, das das Halten der Position ohne ankern erlaubt.
Für die Stromerzeugung stehen vier von ABC-Dieselmotoren des Typs 16DV36C mit jeweils 2760 kW Leistung angetriebene Generatoren mit jeweils 3450 kVA Scheinleistung zur Verfügung. Weiterhin wurde ein von einem Dieselmotor mit 846 kW Leistung angetriebener Notgenerator mit 1057 kVA Scheinleistung verbaut.
Die Einrichtungen für die Passagiere sind auf acht Decks, Deck 3 bis Deck 10, untergebracht. An Bord stehen unter anderem mehrere Restaurants, Wellnessbereiche und ein Theater, das auch für Vorträge genutzt werden kann, zur Verfügung. Auf Deck 5 befinden sich im vorderen Bereich des Schiffes eine Beobachtungslounge mit einer Bibliothek sowie ein offenes Beobachtungsdeck. Ein Sonnendeck befindet sich auf Deck 10 sowie weitere offene Decksbereiche am Heck des Schiffes.
Die Passagierkapazität des Schiffes beträgt 228 Personen, für die auf den Decks 6 bis 9 114 Doppelkabinen zur Verfügung stehen. Alle Kabinen sind Außenkabinen mit eigenem Balkon. Bei Reisen in die Polarregionen ist die Passagierkapazität auf 200 Personen beschränkt. Die Besatzungsstärke beträgt 176 Personen bzw. 192 Personen bei Reisen in die Polarregionen.
Das Schiff führt für Expeditionen Festrumpfschlauchboote und Kajaks mit. Weiterhin stehen zwei Hubschrauber zur Verfügung, die jeweils sechs Passagiere befördern können, sowie ein Tauchboot, die Scenic Neptune. Das Tauchboot kann ebenfalls sechs Passagiere befördern und bis zu 300 m tief tauchen. Weiterhin steht ein ferngesteuertes Unterwasserfahrzeug zur Verfügung, mit dem bewegte Unterwasserbilder gemacht und auf Monitoren an Bord betrachtet werden können. Das Schiff ist mit Tauch- und Schnorchelausrüstungen ausgestattet. Am Heck des Schiffes befindet sich eine ausklappbare Plattform, die unter anderem für Wassersportaktivitäten genutzt werden kann.
Das Schiff ist mit Stabilisatoren ausgestattet. Der Rumpf des Schiffes ist eisverstärkt (Eisklasse 1A Super / Polarklasse 6).